# Max Hoff (Kanute)
Max Hoff (* 12. September 1982 in Troisdorf) ist ein deutscher Kanute und Olympiasieger. Er fuhr ursprünglich Kajak im Wildwasser, stieg 2007 aber auf den olympischen Kanurennsport um.
Max Hoff, aufgewachsen in Lohmar, studierte Biologie an der Universität zu Köln. Er wird von Stephan Stiefenhöfer trainiert. Ursprünglich kam Hoff vom Wildwasser-Kanusport. Er begann 1994 beim STV Siegburg, 2000 wechselte er zum Verein für Wassersport Blau-Weiss Köln. Im Kanurennsport trat Hoff von 2000 bis 2008 für das ECST Raunheim an, zur Saison 2009 wechselte er auch in dieser Disziplin zu seinem Kölner Verein. Ab der Saison 2011 startet er für die KG Essen.
2000 wurde Hoff bei den Weltmeisterschaften in Sterzing im Einer-Kajak Weltmeister in der Mannschaft und Zweiter im Einzel sowie Deutscher Junioren-Meister. 2001 holte er seinen ersten nationalen Titel im Herrenbereich, den er 2002 verteidigen konnte. Im Zweier-Kajak gewann er 2005 mit Stiefenhöfer den Marathon des Gorges de l'Ardèche, wurde im Einer Deutscher Meister, Sieger des Deutschlandcups und Elfter in der Gesamtwertung des Weltcups. 2006 erreichte er bei den Weltmeisterschaften in Karlsbad seinen größten Erfolg und wurde im Einzelwettbewerb Weltmeister im Wildwasser-Sprint sowie Vizeweltmeister auf der Classic-Distanz und Dritter mit dem Team. Hinzu kam der Deutsche Meistertitel (Classic) und Rang vier in der Gesamtweltcupwertung. Zwei gewonnene Marathon-Rennen im Zweier und ein zweiter Rang komplettieren das Ergebnis des Jahres. 2007 gewann Hoff in Bihać den Europameistertitel im Wildwasser-Classic und wurde jeweils Vizeeuropameister mit dem Classic- und Sprint-Team. Zudem gewann er den Titel als Südafrikanischer Flussmarathon-Meister.
2007 wechselte er vom nichtolympischen Wildwassersport zum olympischen Kanurennsport. Bei den Europameisterschaften 2007 wurde Hoff Vierter im Einer-Kajak über 1000 Meter, bei den Weltmeisterschaften 2007 erreichte er in derselben Disziplin Rang zehn. 2008 gewann er bei den Europameisterschaften die Bronzemedaille und sicherte dem Deutschen Kanu-Verband damit einen Olympiastartplatz in dieser Disziplin. Durch einen sechsten Platz beim Weltcuprennen in Duisburg konnte er sich für die Olympischen Sommerspiele 2008 in Peking qualifizieren. Bei den Wettkämpfen dort belegte er nach einem überlegenen Halbfinalsieg den fünften Platz im Finalrennen. Seinen ersten internationalen Rennsport-Titel gewann Hoff bei den Europameisterschaften 2009 im Einer-Kajak über 1000 Meter. Bei den Weltmeisterschaften 2009 gewann er ebenfalls Gold im Einer-Kajak über 1000 Meter. Bei den Kanurennsport-Europameisterschaften 2010 gewann er Gold im Einer-Kajak über 1000 Meter. Dieselbe Disziplin konnte er auch im August bei der Weltmeisterschaft in Posen (Polen) für sich entscheiden. In den Jahren 2009–2011 gewann er dreimal in Folge den deutschen Meistertitel im Einer-Kajak über 1000 Meter. Bei den Olympischen Spielen 2012 gewann Hoff die Bronzemedaille im Einer-Kajak über 1000 Meter. Im Jahr 2013 gewann Hoff insgesamt zwei weitere internationale Titel. So gewann er bei den Europameisterschaften 2013 in Montemor-o-Velho (Portugal) im Einer-Kajak über 5000 Meter den Titel und auch bei den Weltmeisterschaften 2013 in Duisburg im Einer-Kajak über 1000 Meter. Dazu kam noch eine Silbermedaille und eine Bronzemedaille bei den Europameisterschaften im K1 über 1000 Meter und 500 Meter. Bei den Weltmeisterschaften 2014 in Moskau konnte er seinen Titel über 1000 Meter im Einer-Kajak nicht verteidigen, sondern belegte im Finale den letzten Platz. Über 5000 Meter holte er dagegen Silber hinter Ken Wallace.
Bei den Europaspielen 2015 gewann er sowohl über 1000 Meter als auch über 5000 Meter die Goldmedaille. Hoff trat 2016 bei den Olympischen Spielen in zwei Booten an. Über die 1000-Meter-Strecke belegte er im Einer-Kajak den siebten Platz. Am letzten Wettkampftag der Olympischen Spiele in Rio de Janeiro gewann der deutsche Vierer-Kajak mit Max Rendschmidt, Max Hoff, Tom Liebscher und Marcus Groß Gold auf der olympischen 1000-Meter-Distanz. Bei den 2021 ausgetragenen Olympischen Spielen 2020 in Tokio belegte Hoff im Zweier-Kajak im deutschen „Generationenboot“ mit Youngster Jacob Schopf über 1000 Meter den Silberrang.
Für seine erfolgreiche Sportkarriere wurde er im Februar 2017 mit der Sportplakette des Landes Nordrhein-Westfalen geehrt.

## Musik
Simon Goodlife feat. Olympia-Kanu-Team – RIOlympia